# Pristol, Mehedinți
Pristol este satul de reședință al comunei cu același nume din județul Mehedinți, Oltenia, România.